# Havaika
Havaika Prószynski, 2002 è un genere di ragni appartenente alla Famiglia Salticidae.

## Caratteristiche
Nel 2002 l'aracnologo Prószynski istituì questo genere trasferendovi 12 specie appartenenti al genere Sandalodes della sottofamiglia Plexippinae.
Queste 12 specie sono presenti sulle isole della catena hawaiana e nelle isole Marchesi; recenti studi molecolari suggeriscono che le due popolazioni siano il risultato di due colonizzazioni indipendenti.
Le specie delle isole Marchesi H. flavipes e H. triangulifera non sono state inserite in Havaika dall'ultimo studio di Prószynski.

## Descrizione
I ragni del genere Havaika sono simili per conformazione fisica ai caratteri tipici dei Salticidae; si differenziano da altri generi per la presenza manifesta dell'epigino. Il cefalotorace è di colore scuro con vari ornamenti, peli biancastri sulla parte frontale e linee bianche e gialle sul davanti dei cheliceri. Il bodylenght (lunghezza del corpo senza le zampe) varia da 2 a 10 millimetri.

### Relazioni con altri generi
Sebbene inseriti tassonomicamente nella famiglia Pelleninae, tribù Pellenini, lo stesso autore, Prószynski, si è astenuto dall'ammetterlo formalmente.
La conformazione dell'epigino rassomiglia molto a quella dei generi Bianor, Modunda e Habronattus, ma la struttura della spermateca è marcatamente differente. Inoltre i pedipalpi dei maschi del genere Havaika sono molto più specializzati.

## Etologia
Sembra difficile al momento studiare il comportamento di questi ragnetti: i sopralluoghi sul campo per la raccolta di esemplari dalla fine degli anni novanta parlano di popolazioni di salticidi in forte declino e alcune di queste specie potrebbero essere già estinte .

## Evoluzione
Gli antenati degli Havaika hanno probabilmente raggiunto le isole Hawaii quando le isole maggiori si erano già formate, circa 2 milioni di anni fa, e dopo che già altre specie di ragni avevano colonizzato l'isola. La speciazione delle Havaika non ha seguito la normale linea progressiva evolutiva che si riscontra in altri arcipelaghi vulcanici, cioè che le isole vengono colonizzate man mano che si formano. Al momento, le specie del genere Havaika rappresentano circa i 3/4 di tutte le specie di salticidi presenti sulle isole Hawaii.
Utilizzando l'analisi genetica è stato possibile individuare 4 linee differenti nell'ambito di queste specie(Prószynski ritiene i risultati di queste analisi come privi di significato):
1. Esemplari appartenenti al clade pubens: hanno lineette di color giallo-bruno sui cheliceri di entrambi i sessi e una lunga tibia nei pedipalpi maschili. L'opistosoma è di colore marrone scuro con due bande longitudinali sottili sul dorso. Si rinvengono sulle isole di Maui, Molokai e Lanai (che un tempo erano una sola isola), Oahu, Kauai, Isola di Hawaii[2].

1. Gli esemplari appartenenti al clade verecunda mostrano dimorfismo sessuale: i maschi hanno lunghe setole bianche sui cheliceri e una piccola tibia nei pedipalpi; le femmine hanno poche setole, ma fitti peli bianchi sul clipeo. L'opistosoma di colore nero porta a volte un ciuffo di peli bianchi sulla parte medio-frontale ed ha due macchie di colore biancastro longitudinali. Sono stati reperiti sulle isole Molokai e Maui che un milione di anni fa erano una sola isola, e su Kauai e Oahu[2].

1. Il morfotipo D è di colore grigio-marrone scuro quasi interamente con disegni longitudinali sull'opistosoma. Al margine inferiore del clipeo mostra macchioline bianche sparse. È stato rinvenuto nella sola isola Lanai[2].

1. H. cruciata ha le stesse peculiarità del clade verecunda; ne differisce per la conformazione del bulbo: i maschi hanno un embolo (organo riproduttivo) sottile e lungo che si diparte dalla base del tegulum, simile all'embolo del clade pubens, ma con la tibia del pedipalpo breve. Il carapace è di colore nero. È stata reperita sull'Isola di Hawaii[2].

Gli esemplari analizzati dell'isola Necker e di Nihoa (a nordovest di Kauai) non appartengono a nessuno di questi morfotipi.
Attualmente non è possibile raggruppare anche le specie poco studiate in queste categorie, valgono comunque le seguenti considerazioni: in tutti i casi in cui su un'isola sono presenti più di una specie esse differiscono per dimensioni e, di conseguenza, per target di preda; è quindi probabile che non sono in concorrenza fra loro. La differenziazione delle dimensioni degli Havaika sembra essere accaduta dopo l'arrivo delle specie sulle isole, in quanto, isola per isola, la più grande delle specie simpatriche appartiene sempre al clade pubens, mentre la specie minore appartiene agli altri morfotipi.

## Distribuzione
Delle 26 specie oggi note di questo genere, ben 23 sono state rinvenute alle isole Hawaii; le restanti 3 sono endemiche delle isole Marchesi.

## Tassonomia
A dicembre 2010, si compone di 26 specie:
- Havaika albociliata (Simon, 1900) — Hawaii (Lanai)
- Havaika arnedoi Prószynski, 2008 — Hawaii (isola di Hawaii)
- Havaika beattyi Prószynski, 2008 — Hawaii (Molokai)
- Havaika berlandi Prószynski, 2008 — Hawaii (isola di Hawaii)
- Havaika berryorum Prószynski, 2008 — Hawaii (isola di Hawaii)
- Havaika canosa (Simon, 1900) — Hawaii (Maui)
- Havaika ciliata Prószynski, 2008 — Hawaii (isola di Hawaii)
- Havaika cruciata (Simon, 1900) — Hawaii (probabilmente isola di Hawaii, anche su Maui)
- Havaika flavipes (Berland, 1933) — Isole Marchesi
- Havaika gillespieae Prószynski, 2008 — Hawaii (Oahu)
- Havaika gressitti Prószynski, 2008 — Hawaii (Oahu)
- Havaika jamiesoni Prószynski, 2002[5] — Hawaii (Kauai)
- Havaika kahiliensis Prószynski, 2008 — Hawaii (Kauai)
- Havaika kauaiensis Prószynski, 2008 — Hawaii (Kauai)
- Havaika kraussi Prószynski, 2008 — Hawaii (Maui)
- Havaika mananensis Prószynski, 2008 — Hawaii (Oahu)
- Havaika mauiensis Prószynski, 2008 — Hawaii (Maui)
- Havaika navata (Simon, 1900) — Hawaii (Lanai)
- Havaika nigrolineata (Berland, 1933) — Isole Marchesi
- Havaika oceanica Prószynski, 2008 — Hawaii (Necker)
- Havaika pubens (Simon, 1900) — Hawaii (probabilmente isola di Hawaii)
- Havaika senicula (Simon, 1900) — Hawaii (Maui)
- Havaika tantalensis Prószynski, 2008 — Hawaii (Oahu)
- Havaika triangulifera (Berland, 1933) — Isole Marchesi
- Havaika valida (Simon, 1900) — Hawaii (probabilmente Oahu)
- Havaika verecunda (Simon, 1900) — Hawaii (Oahu)